# NovaThor

Logo NovaThor

NovaThor è una famiglia di system-on-a-chip per la telefonia mobile sviluppata da ST-Ericsson. È stata progettata per l'utilizzo nei dispositivi smartphone e tablet.
Attualmente i dispositivi che sono basati su piattaforma NovaThor utilizzano il sistema operativo Android.
Il 2 novembre 2011, Nokia ha annunciato la volontà di realizzare su piattaforma NovaThor i suoi futuri smartphone Windows Phone, facendo una deviazione dal normale utilizzo di Qualcomm Snapdragon nei telefoni con questo sistema operativo.
Ad aprile 2012, ST-Ericsson ha annunciato che utilizzerà la tecnologia FD-SOI a 28 nm sulle prossime piattaforme.
Ad agosto 2013 ST-Ericsson è stata smembrata e gli asset trasferiti a Ericsson ed a ST-Microlectronics
Nel mese di maggio 2014 Nokia non ha ancora presentato nessun modello basato sul chip NovaThor.

## Piattaforme simili
- OMAP di Texas Instruments
- Tegra di Nvidia
- Samsung (System on Chip)
- Apple Ax (System on Chip)
- PXA di Marvell
- i.MX di Freescale
- SH-Mobile di Renesas
- Nomadik (Oramai Ritirato e Fuori Produzione) di ST-Ericsson
- ZiiLabs serie ZMS